# Lynda Day George
Lynda Day George née Lynda Louise Day, est une actrice américaine née le 11 décembre 1944 à San Marcos, Texas (États-Unis). Elle a notamment joué le rôle de Casey dans la première série Mission Impossible.

## Biographie

### Débuts
Née au Texas mais élevée en Arizona, fille d'un officier de l'Air Force, Claude S. Day, et de Betty Louise Avey, elle fait ses études au  West Phoenix High School à Phoenix, Arizona. Elle souhaite devenir chirurgienne. Elle y renonce, préférant devenir mannequin. Elle débute à l'agence de Eileen Ford à New York, en tant que top model dans la presse écrite et dans les publicités télévisées. C'est dans cette agence qu'elle rencontre pour la première fois son futur époux Christopher George qui y travaille comme mannequin.

### Carrière
Lynda Day débute au théâtre à Broadway dans la pièce The Devils avec Jason Robards et Anne Bancroft.
Après cette pièce, son agent reçoit des offres pour qu'elle tienne des rôles à Hollywood. Elle déménage pour Los Angeles et sa carrière commence alors réellement.
C'est au cinéma qu'elle débute en 1961, tenant le rôle de Kim dans Le Héros d'Iwo-Jima de Delbert Mann.
Elle reçoit ensuite des propositions de rôles à la télévision. Elle débute par deux épisodes de Route 66, puis est sollicitée pour des téléfilms et des séries. Le cinéma fera rarement appel à elle, sa fin de carrière marquant un retour au grand écran dans des films mineurs, de série B voire de série Z.
Elle s'impose véritablement comme une vedette de la télévision américaine des années 60-80. On la voit notamment dans Flipper le dauphin, Le Fugitif, Sur la piste du crime, Le Virginien , Les Envahisseurs, Mannix, Bonanza, Kung Fu, Wonder Woman , La croisière s'amuse ou encore L'Île fantastique.
En 1970-1971, elle devient la vedette de la série The Silent Force aux côtés de Ed Nelson et Percy Rodriguez sur la chaîne ABC. Cette série, inédite en France, ne dure que le temps d'une saison de quinze épisodes.
Le sommet de sa popularité est atteint lorsqu'elle remplace Lesley-Ann Warren dans les deux dernières saisons de Mission Impossible.
Elle devient un visage familier du petit écran et mène une carrière télévisée qui évoque celle de ses consœurs de la même génération comme Katherine Justice, Diana Hyland, Marlyn Mason, Madlyn Rhue, Susan Oliver ou Christine Belford.
Elle met un terme à sa carrière lors du décès de son époux Christopher George le 28 novembre 1983 avec lequel a joué notamment dans Chisum ,L'Immortel (épisode : Une Programmation spéciale) , Mission Impossible (épisode : Gaz) ainsi que dans des films de séries B dans les années 80 comme Cérémonie mortelle ou Le Sadique à la tronçonneuse. En 1989, elle sort de sa retraite pour retrouver Peter Graves le temps d'un épisode de Mission impossible, 20 ans après, pour retourner ensuite loin des projecteurs. Elle officialise son retrait définitif en mai 2002.
Retirée, elle vit à Toluca Lake, en Californie. Une partie de l'année, elle habite à Gardiner, dans la baie de Discovery, état de Washington.

## Filmographie

### Téléfilms
- 1963 : Rockabye the Infantry (TV) : Connie Mahoney
- 1968 : The Sound of Anger (TV) : Barbara Keeley
- 1969 : Le Miroir de la mort (Fear No Evil) (TV) : Barbara
- 1970 : The House on Greenapple Road (TV) : Lillian Crane
- 1971 : The Sheriff (TV) : Almy Gregory
- 1973 : Set This Town on Fire (TV) : Molly Thornburgh
- 1973 : L'Assassin du métro (She Cried Murder) (TV) : Sarah Cornell
- 1974 : Panic on the 5:22 (TV) : Mary Ellen Lewis
- 1975 : The Trial of Chaplain Jensen (TV) : Louise Kennelly
- 1975 : Death Among Friends (TV) : Lisa Manning
- 1976 : Twin Detectives (TV) : Nancy Pendleton
- 1976 : Panique en plein ciel (Mayday at 40,000 Feet!) (TV) : Cathy Armello
- 1977 : Murder at the World Series (TV) : Margot Mannering
- 1977 : Les Fourmis (It Happened at Lakewood Manor) (TV) : Valerie Adams
- 1978 :  La Croisière maudite (Cruise Into Terror) (TV) : Sandra Barry
- 1978 : Le Retour du capitaine Nemo (The Return of Captain Nemo) (TV) : Kate

### Séries télévisées en vedette
- 1970-1971 : The Silent Force (en) (série TV) : Amelia Cole
- 1971-1973 : Mission Impossible (Saison 6 et 7) : Casey

### Séries télévisées
- 1962 : Route 66 (épisode You never had it so good) : Bibi
- 1963 : Route 66 (épisode A Long way from St-Louis) : Allison
- 1964 : NBC's children theatre (épisode Robin Hood) : Maid Marian
- 1964 : Flipper le dauphin (Flipper) (TV) : Linda Granville
- 1966 : Seaway (en) (TV)  (épisode Dont Forget to Wipe the Blood Off) : Leonora
- 1966 : Hawk, l'oiseau de nuit (Hawk) (TV)  (épisode Game with a dead end) : Charlotte Burns
- 1966 : Le Frelon vert (The Green Hornet) (TV)  (épisode Deadline for death) : Ardis Ralston
- 1966 : T.H.E. Cat (épisode The System) : Lisa Heller
- 1966 : Le Fugitif (The Fugitive) (épisode L'enlèvement) (There goes the ball game) : Nadine Newmark
- 1966 :  Brigade criminelle (The Felony Squad) (épisode Fear Below) (TV) : Karen Anders
- 1967 : Sur la piste du crime (The FBI) (série télévisée, 1967)  (épisode Sky on fire) : Mindy Platt
- 1967 : Sur la piste du crime (The FBI) (série télévisée, 1967) (TV)  (épisode Line of fire) : Carol Grant
- 1967 : Le Virginien (The Virginian) (série télévisée) épisode Une petite ville accueillante (A Welcoming Town) (TV) : Judy Atkins
- 1967 : Coronet Blue (en) (épisode A dozen demons) : Jenny Straigh
- 1967 : Cowboy in Africa (en) (épisode What's an Elephant Mother to Do?) : Liz Carter
- 1967 : Les Envahisseurs (The Invaders) (épisode Le Procès) (The Trial) (TV) : Janet Wilk
- 1967 : Mannix (épisode Un verre de trop) (Then the Drink Takes the Man) : Carole Baker
- 1968 :  Brigade criminelle (The Felony Squad) (épisode The Flip Side of Fear) (TV) : Julie Brown
- 1968 : Sur la piste du crime (The FBI) (série télévisée, 1968) (TV)  (épisode The Widow) : Joyce Carr
- 1968 : Good Morning World (en) (TV)  (épisode For My Daughter's Hand, You'll Get My Foot) : Cecily Hutton
- 1968 : Opération vol (It Takes a thief) (série télévisée) (épisode Une affaire royale / A Matter of royal larceny) (TV) : Samantha Sutton
- 1968 : Bonanza (TV) (épisode The Stronghold) : Lisa Jackson
- 1968 : Ranch L   (série télévisée) (Lancer) (TV) (épisode The Escape) : Sarah Cassidy
- 1970 : Sur la piste du crime (The FBI ) (série télévisée, 1970) (TV)  (épisode Return to power) : Maria Pierce
- 1970 : Here Come the Brides (TV) (épisode Two Women) : Valerie
- 1970 : L'Immortel   (épisode Une programmation spéciale) (Man on a Punch Card) : Terry Kerwin
- 1971 : Cannon (TV) : Christie
- 1973 : Police Story (TV)  (épisode The Big Walk) : Angela Wilson
- 1973 : Barnaby Jones (série télévisée, 1973) (TV)  (épisode Stand-In for Death) : Ellie Briggs
- 1972 :  Kung Fu (In Uncertain Bondage) : Dora Burnham
- 1973 : Le Magicien (The Magician) (TV)  (épisode L'Or noir) (The Illusion of Black Gold) : Stacey Hyatt
- 1974 : Docteur Marcus Welby (série télévisée, 1974) (TV)  (épisode I've promised you a father, Part 1) : Leigh Conforti
- 1974 : Owen Marshall, Counselor at law (série télévisée, 1974) (TV)  (épisode I've promised you a father, Part 2) : Leigh Conforti
- 1974 : Angoisse épisode Une disparition mystérieuse (Come Out, Come Out, Wherever You Are) (TV) : Cathy More
- 1974 : The Wide Word of Mystery (série télévisée, 1974) (TV)  (épisode A Beautiful killing)
- 1974 : The Wide Word of Mystery (série télévisée, 1974) (TV)  (épisode Come out, come out, wherever your are)
- 1974 : Petrocelli (série télévisée, 1974) (TV)  (épisode By reason of madness) : Vickie Richardson
- 1975 : Un shérif à New York (McCloud) (série télévisée, 1976) (TV)  (épisode Sharks) : Stacy Decker
- 1975 : La Côte sauvage (Barbary Coast) (TV) : Clio Du Bois
- 1975 : À plume et à sang (Ellery Queen ) (série télévisée, 1975) (TV)  (épisode The Adventure of the Comic Book Crusader) : Alma Van Dine
- 1975 :  Barnaby Jones (série télévisée, 1975) (TV)  (épisode Double Vengeance) : Brina Douglas
- 1976 : Le Riche et le Pauvre (Rich Man, Poor Man) (feuilleton TV) : Linda Quales
- 1976 :  Wonder Woman  (série télévisée, 1976) (TV)  (épisode Fausta, the Nazi Wonder Woman) : Fausta Grabbles
- 1976 :  Section contre-enquête (Most Wanted) (série télévisée, 1976) (TV)  (épisode The ten per-center) : Laurie Chandler
- 1976 : L'aigle et le vautour (Once an Eagle) (feuilleton TV) : Marge Krisler
- 1977 : Racines (Roots) (feuilleton TV) : Mrs. Reynolds
- 1977 : Switch (série télévisée, 1977) (TV)  (épisode Two on the Run) : Dominique Devereaux
- 1977 : La croisière s'amuse (The Love Boat) (série télévisée) épisode Qui comprend quelque chose à l'amour ? (A Selfless Love/The Nubile Nurse/Parents Know Best) (TV) : Laura Wakefield
- 1978 : L'Île fantastique (Fantasy Island) (série télévisée) épisode Le Privé / Le Timide (Trouble, My Lovely / The Common Man) (TV) : Iris Chandler
- 1978 : L'Île fantastique (Fantasy Island) (série télévisée) épisode Bienvenue / Le Scheik (The Sheik / The Homecoming) (TV) : Nancy Harding
- 1978 : Vegas (Vega$) (série télévisée) épisode Service, Volley et meurtre (Serve, Volley and Kill) (TV) : Sandra Wells
- 1979 : Le Vagabond (The Littlest Hobo) (série télévisée) épisode Little Girl Lost (TV) : Lisa Phillips
- 1979 : La croisière s'amuse (The Love Boat) (série télévisée) épisode Tiens mon frère (Play by Play/Cindy/What's a Brother For?) (TV) : Peggy Rossmore
- 1980 : L'Île fantastique (Fantasy Island) (série télévisée) épisode Bien affectueusement, Jack l'Éventreur/ Le Gigolo (With Affection, Jack the Ripper / Gigolo) (TV) : Lorraine Peters
- 1980 : Casino (TV) : Carol
- 1981 : Quick and quiet : Pilot (TV) : Mrs Hilliard
- 1981 : L'Île fantastique (Fantasy Island) (série télévisée) épisode Le Dernier Monstre / Madame et son monstre  (The Lady and the Monster / The Last Cowboy) (TV) : Dr Carla Frankenstein
- 1982 : La croisière s'amuse (The Love Boat) (série télévisée) épisode Enfin libre (Green, But Not Jolly/Past Perfect Love/Instant Family) (TV) : Barbara Lee
- 1982 : Benson (en) (TV) épisode Death in a funny position : Gabrielle Simone
- 1983 : Masquerade (TV) épisode Girls for sale : Jackie Donner
- 1984 : L'Île fantastique (Fantasy Island) (série télévisée) épisode L'Impitoyable Monde du jouet / La Belle Vie (Sweet Life / Games People Play) (TV) : Nora Leonard
- 1985 : Le Juge et le Pilote (Hardcastle and McCormick) (série télévisée) - épisode Trop riche pour maigrir (Too rich and too fin) (TV) : Mrs Burt Schneider
- 1985 : Arabesque (Murder she wrote) (TV)  (épisode La Croisière tragique) (My Johnny lies over the ocean) : Diane Shelley
- 1986 : Blacke's Magic (série télévisée) épisode Address unknow : Louise Richmond
- 1989 : Mission impossible, 20 ans après (Mission: Impossible) (série télévisée)   (épisode Le Masque) (Reprisal) : Lisa Casey

### Cinéma
- 1961 : Le Héros d'Iwo-Jima (The Outsider) de Delbert Mann : Kim
- 1966 : The Gentle Rain (en)  de Burt Balaban: Judy Reynolds
- 1969 : Les Huit diaboliques (The Devil's 8) de Burt Topper : La petite amie de Ray
- 1970 : Chisum d'Andrew V. McLaglen : Sue McSween
- 1977 : La Revanche des animaux (Day of the Animals) de William Girdler : Terry Marsh
- 1979 : Racquet de David Winters : Monica Gordon
- 1980 : Les Forces de l'au-delà (Beyond Evil) de Herb Freed : Barbara Andrews
- 1982 : Cérémonie mortelle (Mortuary)  de Howard Avedis : Eve Parson
- 1982 : La Grande Casse 2 (The Junkman) de H.B. Halicki : Festival News reporter
- 1982 : Le Sadique à la tronçonneuse (Pieces) de Juan Piquer Simón : Mary Riggs
- 1983 : Young Warriors de Lawrence David Foldes et Deran Sarafian : Beverly Carrigan

## Théâtre
- The Devils à Broadway

## Vie privée
Mariée à Joseph Pantano (1963-1970), divorcée, 1 enfant : Nicholas
Mariée à Christopher George (15 mai 1970-28 novembre 1983-son décès), 1 enfant : Krisinda Casey George (22 juillet 1972, Los Angeles)
Mariée à Doug Cronin (17 mars 1990-4 décembre 2020-son décès)

## Informations supplémentaires
Lynda Day George a été l’une des premieres militantes contre l’appauvrissement de la couche d’ozone.
En Octobre 2021, résidant à Sequim (état de Washington), elle a évoqué son retour possible au show business.
Lynda Day George a déclaré aimer le cinéma des années 30 à 50, les décennies des "vrais" films. Elle estime que depuis les années 60, la plupart des films n'en sont pas.

## Voix françaises
- Dorothée Jemma dans L'Île fantastique (1981)